# Hydrometallurgie
Unter dem Begriff Hydrometallurgie (früher auch: Nassmetallurgie) versteht man die Gesamtheit der Verfahren der Metallgewinnung und -raffination die unter – relativ zur Pyrometallurgie – geringen Temperaturen die stoffspezifische Löslichkeit und unterschiedliche Benetzbarkeit der Elemente und deren Verbindungen ausnutzen.

## Verfahren
Hydrometallurgische Verfahren sind beispielsweise
- das Laugen und als dessen Spezialfall der Druckaufschluss von Erzen in Autoklaven,
- die Flotationstrennung sulfidischer Erze von prozesswirtschaftlichkeitssenkenden Störelementen (Gangart),
- die Gewinnungs- und Raffinationselektrolyse, die auf den unterschiedlichen Abscheidungspotentialen der Elemente basieren,
- die Schwerkrafttrennung in Eindickern,
- der in der Wiederaufarbeitung von Kernbrennstoff eingesetzte PUREX-Prozess.

## Verwendung
Diese Verfahren werden beispielsweise für die Gewinnung von Cobalt, Kupfer, Nickel und Uran eingesetzt.